# Stretti al vento - Storie di navigazioni in solitario
Stretti al vento - Storie di navigazione in solitario è un film documentario del 2008 diretto da Francesco Del Grosso e Daniele Guarnera.
Documentario sulla vela, non sulle tecniche di navigazione, ma sulle esperienze dei navigatori, è una raccolta di testimonianze dirette sulla solitudine da parte di coloro che hanno voluto sfidare l'Oceano e soprattutto se stessi.
L'obiettivo è quello di mostrare la vita marinaresca in solitario ripresa in tutte le sue sfaccettature, dalle regate agonistiche al cosiddetto vagabonding, cercando di esaltare al massimo le scelte e la forza dei soggetti intervistati.

## Trama
Piccole e grandi odissee umane raccontate dai più importanti velisti in solitario italiani, protagonisti della scena marittima nazionale ed internazionale, con età, sesso, idee e fini di navigazione differenti. Personalità eclettiche, fuori da qualsiasi schema, che attraverso i propri racconti rievocano sensazioni, gioie, dolori, avventure e disavventure in alto mare a bordo delle loro imbarcazioni, in una lotta continua con sé stessi e contro ciò che li circonda, l'Oceano infinito, potendo contare solo sulle proprie forze e sulla clemenza della natura.

## Produzione
L'idea del progetto nasce dalla grande passione per il mare e per la vela di Daniele Guarnera.
L'incontro con Del Grosso avviene durante i casting di un lungometraggio nel quale entrambi erano impegnati, Daniele Garnera in qualità di fonico e Francesco Del Grosso come aiuto regia.
Dopo una serie di riunioni e impegni comuni maturati sul campo, i due hanno deciso finalmente di dirigere insieme Stretti al vento.
Guarnera, fonico di presa diretta e tecnico del suono per il cinema, la televisione e per numerosi eventi dal vivo, qui alla prima prova da regista, e Del Grosso, documentarista e montatore, hanno messo insieme le rispettive competenze ed esperienze al servizio di un'idea che potesse soddisfare le aspettative e le esigenze di entrambi. Non restava allora che tramutare in qualcosa di concreto un progetto che sulla carta non era affatto facile, ossia riunire per la prima volta in assoluto tutti i principali velisti in solitario italiani.
Le varie interviste hanno portato la mini troupe guidata da Guarnera e Del Grosso in giro per lo stivale, in un viaggio che ha toccato alcuni dei porti e circoli nautici più belli e importanti d'Italia come quelli di Rimini, Rapallo, Viareggio, Fiumicino e Riva di Traiano. A questi si vanno ad aggiungere veri e propri tour su imbarcazioni, in mare aperto e all'interno di cantieri navali dove la troupe ha potuto filmare alcuni operai al lavoro su barche in costruzione.